# Mitt hierta frögde sig innerlig
Mitt hierta frögde sig innerlig är en psalm skriven av biskopen Laurentius Paulinus Gothus.

## Publicerad i
- Den svenska psalmboken 1694 som nummer 388 under rubriken "Psalmer För åtskillige Stånds personer/ och wid besynnerliga tillfällen".
- 1695 års psalmbok som nummer 329 under rubriken "Barna-Psalmer".[1]